# Let the Guilt Go
Let the Guilt Go» es una canción de la banda estadounidense de nu metal Korn. Fue lanzado el 26 de julio de 2010 como el segundo y último sencillo de su noveno álbum de estudio Korn III: Remember Who You Are, editado en julio de 2010.

## Video musical
El vídeo musical de "Let the Guilt Go", dirigido por Nathan Cox, se estrenó el 2 de septiembre de 2010. El vídeo comienza con una vista desde el interior de un helicóptero, volando sobre los campos de cultivo de Bakersfield, con varios círculos en las cosechas visibles debajo. Luego pasa entre imágenes de la banda tocando en dicho campo y un grupo de estudiantes que están estudiando, siendo abordados y burlados por un par de matones de fútbol universitario antes de ser dejados solos. Esa noche, los tres estudiantes conducen por uno de los campos de cultivo cuando ven una luz brillante que viene del cielo; Uno de los pasajeros, una niña (Amber Marie Bollinger), sale del vehículo y entra en la luz brillante. La luz la levanta momentáneamente del suelo antes de dejarla caer de regreso a la Tierra momentos después.
Al día siguiente, la niña llega al colegio vestida de forma mucho más provocativa, lo que llama la atención de los matones del día anterior. En clase, la niña atrae la atención de uno de los matones, quien no se da cuenta de que está probando la telequinesis recién adquirida en un lápiz, que luego lanza a una imagen del mismo matón. La noche siguiente, los dos viajan a un "lugar de besos", donde el matón intenta imponerse a la chica. Un destello de luz brillante explota desde el interior del coche y el vídeo muestra a la chica echando la cabeza hacia atrás, ya que el chico explota en humo blanco. La chica sale del coche y se marcha.
Luego, el video pasa a una toma final del campo de cultivo durante la noche, donde hay un gran círculo en el cultivo con las palabras "KoЯn III" presentes en el medio.

## Posicionamiento en lista
| Lista (2010)                     | Posición |
| -------------------------------- | -------- |
| Czech Republic Rock (IFPI)       | 4        |
| Estados Unidos (Mainstream Rock) | 23       |